# Малинин, Михаил Алексеевич
Михаил Алексеевич Малинин (15 февраля 1932, Ступино, Тверская область — 10 апреля 2015, Тула) — советский и российский  организатор сельскохозяйственного производства. Заслуженный работник сельского хозяйства РСФСР. Почетный гражданин города Кимовска (1998). Почётный гражданин Тульской области (2008).

## Биография
Родился 15 февраля 1932 года в деревне Ступино, Ржевского района Калининской области в крестьянской семье.
С 1943 года, в период Великой Отечественной войны, остался без отца, погибшего на войне и без матери умершей от тифа и в возрасте одиннадцати лет М. А. Малинин начал свою трудовую деятельность в местном колхозе Ржевского района Калининской области, жил в лесу в землянке. С 1944 по 1945 годы убежал на фронт и числился в частях как сын полка, дошёл с частями Красной армии до побеждённого Берлина. С 1945 по 1951 годы жил и работал на местном заводе в городе Ржеве.
С 1951 года был призван в ряды Советской армии, служил в суровых условиях Крайнего Севера. В 1954 году был демобилизован из рядов Вооружённых сил.
С 1954 года переехал в Кимовский район Тульской области и с 1954 по 1962 годы  работал шахтёром-проходчиком на шахте №5 треста «Красноармейскуголь». С 1963 года после окончания Болоховской школы механизации машино-тракторной станции Киреевского района Тульской области начал работать трактористом-механизатором, с 1964 по 1969 годы — бригадиром тракторной бригады, с 1969 по 1971 годы — бригадиром комплексной бригадой в колхозе «Шахтёр» Кимовского района Тульской области.
В 1971 по 2012 годы в течение сорока одного года, М. А. Малинин возглавлял колхоз «Россия», с 1991 года — сельскохозяйственный производственный кооператив «Кудашево», будучи много десятков лет руководителем предприятия, М. А. Малинин, сделал его лучшим хозяйством в районе и Рязанской области, колхоз «Россия» входил в сотню лучших хозяйств СССР, в 1989 году Указом Президиума Верховного Совета СССР колхоз был награждён орденом Трудового Красного Знамени, а его руководитель двумя Орденами Ленина и почётным званием — Заслуженный работник сельского хозяйства РСФСР.
27 августа 1998 года  М. А. Малинину было присвоено почётное звание —
Почетный гражданин города Кимовска.
6 сентября 2007 года «за выдающиеся заслуги перед Российской Федерацией и Тульской областью, высокий личный авторитет, многолетний добросовестный труд, большой личный вклад в социально-экономическое развитие Тульской области» М. А. Малинину  было присвоено почётное звание — Почётный гражданин Тульской области.
Скончался 10 апреля 2015 года умер в городе Тула.

## Награды
- Два Ордена Ленина
- Орден Трудового Красного Знамени
- Медаль ордена «За заслуги перед Отечеством» II степени (2002[5])

### Звания
- Заслуженный работник сельского хозяйства РСФСР[3])
- Почётный гражданин Тульской области (6.09.2007 г. № 58-пг[1])
- Почетный гражданин города Кимовска (№ 11-78 от 27 августа 1998 г.[4])